# Melnitschnoje (Kaliningrad, Krasnosnamensk)
Melnitschnoje (russisch Мельничное, deutsch Brödlaugken, 1938 bis 1945 Bröden, litauisch Briedlaukiai) ist ein verlassener Ort im Rajon Krasnosnamensk der russischen Oblast Kaliningrad.
Die Ortsstelle befindet sich fünf Kilometer östlich von Uslowoje (Rautenberg).

## Geschichte

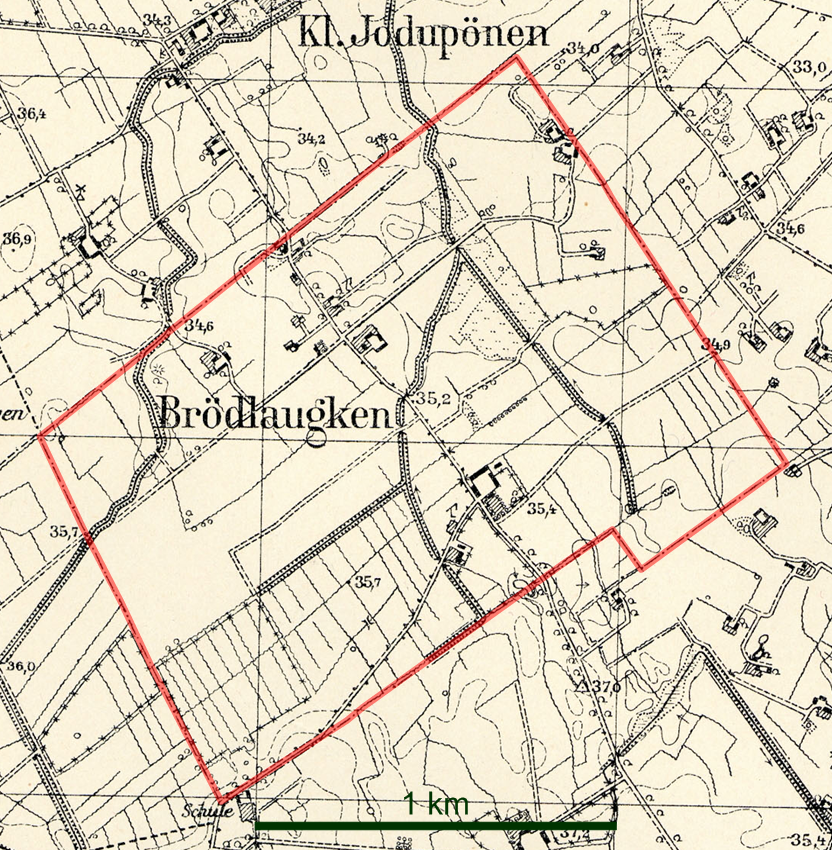
Die Gemeinde Brödlaugken auf einem Messtischblatt von 1937

Der zunächst Brödlaucken geschriebene Ort war im 18. Jahrhundert ein Schatullort. Im Jahr 1874 wurde die Landgemeinde Brödlaugken dem neu gebildeten Amtsbezirk Baltruschelen im Kreis Pillkallen zugeordnet. 1938 wurde Brödlaugken in Bröden umbenannt.
1945 kam der Ort in Folge das Zweiten Weltkrieges mit dem nördlichen Ostpreußen zur Sowjetunion. 1947 erhielt er den russischen Namen Melnitschnoje und wurde gleichzeitig dem Dorfsowjet Tolstowski selski Sowet im Rajon Krasnosnamensk zugeordnet. Später gelangte der Ort, falls er dann noch existierte, in den Wesnowski selski Sowet. Melnitschnoje wurde vor 1975 aus dem Ortsregister gestrichen.

### Einwohnerentwicklung
| Jahr | Einwohner |
| ---- | --------- |
| 1867 | 102       |
| 1871 | 99        |
| 1885 | 98        |
| 1905 | 89        |
| 1910 | 95        |
| 1933 | 73        |
| 1939 | 74        |

## Kirche
Brödlaugken/Bröden gehörte zum evangelischen Kirchspiel Rautenberg.